# Barbara Dąb-Kalinowska
Barbara Izabella Dąb-Kalinowska (ur. 1938, zm. 27 lipca 2020 w Warszawie) – polska profesor nauk humanistycznych, historyczka sztuki, bizantynolożka. 

## Życiorys
Pracownik naukowy Zakładu Dziejów Myśli o Sztuce Instytutu Historii Sztuki Uniwersytetu Warszawskiego. Konsultantka naukowa Komisji Speculum Byzantinum Wydziału Artes Liberales UW. Zajmowała się sztuką bizantyńską, ruską, rosyjską, teologią ikony oraz zagadnieniami metodologii, historii kultury i dziejami myśli o sztuce, zwłaszcza Kościołów Wschodnich. Wśród wypromowanych przez nią doktorów znalazła się Aleksandra Sulikowska-Bełczowska. 
W 1985 habilitowała się na UW na podstawie dzieła Między Bizancjum a Zachodem. Ikony rosyjskie XVII–XIX wieku. W 2002 otrzymała tytuł profesora nauk humanistycznych. 
Pochowana na cmentarzu ewangelicko-augsburskim w Warszawie (aleja 49-18).

## Wybrane publikacje
Wybrane publikacje książkowe:
- Między Bizancjum a Zachodem. Ikony rosyjskie XVII–XIX wieku, Warszawa: Państwowe Wydawnictwo Naukowe 1990.
- Ziemia, piekło, raj. Jak czytać obrazy religijne, Warszawa: Wydawnictwo Naukowe PWN 1994.
- Ikony i obrazy, Warszawa: "DiG" 2000.
- Ikony: najpiękniejsze ikony w zbiorach polskich, wstęp: Barbara Dąb-Kalinowska, Olszanica: Wydawnictwo BoSz, 2001.